# Марловац
Марловац је насељено мјесто у општини Бариловић, на Кордуну, у Карловачкој жупанији, Република Хрватска.

## Историја
Марловац се од распада Југославије до августа 1995. године налазио у Републици Српској Крајини. До територијалне реорганизације у Хрватској насеље се налазило у саставу бивше општине Дуга Реса.

## Становништво
Према попису становништва из 2011. године, насеље Марловац је имало 10 становника.
| Националност       | 1991. | 1981. | 1971. | 1961. |
| Срби               | 18    | 30    | 41    | 65    |
| Хрвати             | 9     | 8     | 26    | 32    |
| Југословени        |       | 1     | 2     |       |
| остали и непознато | 8     | 4     |       |       |
| Укупно             | 35    | 43    | 69    | 97    |

| Демографија | Демографија | Демографија |
| Година      | Становника  | Становника  |
| ----------- | ----------- | ----------- |
| 1961.       | 97          |             |
| 1971.       | 69          |             |
| 1981.       | 43          |             |
| 1991.       | 35          |             |
| 2001.       | 12          |             |
| 2011.       |             | 10          |